# Virgen de la Cama de Escalante
La Virgen de la Cama de Escalante es la patrona de Escalante (Cantabria), cuya imagen se ve acogida desde el año 1638 en el monasterio de San Juan de Monte Calvario, regentado por las monjas clarisas de Escalante. También es conocida como Virgen del Tránsito debido a la representación del momento en el Virgen María, cumplida su vida en la tierra, quedará dormida (Dormición), para ser elevada al Cielo conjuntamente con su cuerpo y alma, y alcanzar así, finalmente, la inmortalidad gloriosa por el otorgamiento de Dios y la autoridad de su Hijo Jesucristo. Esta virgen supone una arraigada expresión de devoción que muestra el gran fervor religioso hacia su figura presente tanto en la población de la localidad de Escalante, como en la totalidad de la comarca de Trasmiera. La Virgen de la Cama es considerada como símbolo del amparo y el cuidado divinos como consecuencia de los milagros que se le atribuyen. Además, se recurre a su imagen como medio de intercesión entre la divinidad y los fieles para lograr su curación o milagro.
Nuestra Señora de la Cama estuvo en Santander en el año 1955 para asistir a la coronación de la Bien Aparecida.

## Templo
El convento de clarisas de San Juan de Montecalvario de Escalante fue fundado en 1603 por Juan de Castillo Río. El encargado de llevar a cabo esta fundación, inaugurada en 1618, fue Alonso de Camino.
Posee una iglesia de gran simplicidad, con una sola nave cubierta con bóveda de cañón con lunetos, testero plano y coro alto a los pies. Su decoración apenas se reduce al retablo prechurrigueresco que adorna su capilla mayor, fechado hacia 1665. Se cree que es el mismo que labró Francisco Martínez de Arce para el convento de San Sebastián de Hano y que, posteriormente, fue trasladado al de San Juan de Montecalvario. 
En su calle lateral izquierda aparecen las imágenes, en su mayoría santos vinculados con la Orden Franciscana, de arriba abajo, de  San José de Nazaret y San Francisco de Asís y en la calle lateral opuesta las de San Antonio de Padua y Santa Clara de Asís. En el segundo piso aparece una clásica representación del Calvario, a las afueras de Jerusalén, y en el ático, una Inmaculada Concepción de modelo castellano de disposición frontal, simétrica y muy estática. En el primer piso del retablo se abrió en el siglo XVIII un camarín que alberga en su interior la imagen de la Virgen de la Cama, que llegó procedente de Valladolid en 1638 junto a diversas reliquias, de manos de la condesa de Lemos. El hecho de que el primer milagro atribuido a esta imagen aconteciese en 1639 parece probar la veracidad de esa fecha.

## Historia
Es en el Convento de San Juan de Monte Calvario donde las monjas clarisas profesan y muestran su gran amor hacia la Virgen de la Cama. Este lugar sagrado fue construido por Juan de Castillo Río en el siglo XVII (1618), y fundado por cuatro monjas: Sor María Gabriela de la Anunciación, Sor Juana de San Juan Evangelista, Sor Catalina del Espíritu Santo y Sor mariana de San Juan Bautista. Contiene una iglesia de una única nave recorrida por una bóveda de medio cañón. En el presbiterio aparece un retablo perteneciente al periodo pre-churrigueresco español acompañado por unas columnas onduladas, que constituye uno de los más antiguos de Cantabria, datado en 1665. Este retablo, desde su camarín, se encuentra regido por la figura de la Virgen de la Cama. El convento recibió graves daños durante la Guerra Civil Española, sin embargo, su claustro clasicista con planta cuadrada y dos alturas, junto con la iglesia se mantienen.
Las monjas clarisas, en vista de no disponer una imagen de la virgen a la que tan devotamente veneraban, decidieron encargársela a un escultor vallisoletano. Sor Juana había comenzado su formación religiosa en Valladolid y sus padres, que residían allí, poseían suficiente dinero como para poder mandar realizar una auténtica pieza artística. Es por eso, por lo que se decidió optar por este escultor, del que no se sabe el nombre.

## Imagen

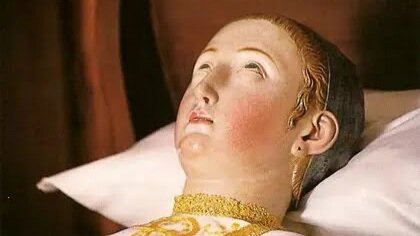
Detalle del rostro de la Virgen de la Cama desprovisto de ornamentos. Nótense la boca ligeramente entreabierta, los ojos vueltos hacia arriba y el peinado a la romana, con mechones cayendo por delante de las orejas. Cubre la cabeza con una toca corta labrada y policromada.

La imagen de la Virgen de la Cama supone una escultura de gran calidad, y es que la tradición explica como las monjas clarisas rezaron fervientemente durante nueve días para que el encargado de realizar tal trabajo fuese guiado por el Señor y lograse una imagen perfecta de la patrona de Escalante. Y, así, en 1638 llegó la imagen al convento. 
La escultura de tamaño real y tallada en madera muestra el momento en el que el cuerpo y el alma de la Virgen María van a ser asuntos al reino celestial. Su muerte no se puede deber a ningún pecado, pues estaba libre incluso del original, lo que supone que el abandono del mundo terrenal se explica por el intenso amor y la misericordia que sentía la virgen. El rostro, de expresividad insólita, está ligeramente sonrosado y encendido y pretende recoger estas apasionadas emociones, como es propio en el estilo barroco. 
La Virgen aparece tumbada en su lecho de rica madera, en cuyo cabecero aparece un medallón flanqueado por hojas de acantos con la inicial de su nombre (María), cubierto por una mampara y sus brazos están articulados, lo que permite su movimiento, aunque está íntegramente labrada. Se presenta ataviada con vestimentas de tela bordadas y cuenta con varios juegos, blancos y azules, de gran belleza y que la cubren hasta los pies. Estos últimos están enfundados en unas sandalias abiertas en los dedos del pie, lo que posibilita su veneración mediante las tradicionales muestras de cariño del besapiés. Aparece con las manos unidas sobre el pecho, la boca levemente entreabierta y los ojos abiertos en dirección al cielo. Además, su cabeza porta una gran corona imperial realizada por suscripción popular con motivo del primer centenario de su voto, en 1955. Asimismo, su ajuar de joyas es rico en sortijas, fruto de años de donaciones de sus fieles a modo de exvotos.

## Autoría
Se desconoce la autoría del encargo de esta obra, aunque sí se cree que pueda estar tallada por la mano de algún escultor vallisoletano, puesto que la entonces superiora del convento tomó los hábitos en dicha localidad castellana. Allí, de hecho, residían sus padres, don Luis de Morillas y doña Margarita Flórez, cuyos holgados estatus económicos y elevadas posiciones de clase facilitarían el encargo de la imagen. Entre los nombres que se han señalado para su autoría, se encuentra el del célebre escultor Gregorio Fernández, debido a que el conjunto del rostro encajaría con el estilo final de este. No obstante, es más probable que sea obra de algún artista contemporáneo al mismo.
Asimismo, su semejanza con la imagen que custodiada en el convento del Corpus Christi (Zamora)  y su proximidad cronológica (1618-1619), ha llevado a pensar en un mismo autor para ambas imágenes. Incluso, existe una tercera Virgen con estas características en el convento de las Comendadoras de Santiago, lo que ha llevado a afirmar que las tres pudieron ser obra del mismo interventor. 
Resulta una iconografía muy habitual en el Levante español. En Gandía (Valencia) y Torreblanca (Castellón) hay otras imágenes de la Dormición de María con ciertas similitudes en común.

## Milagros
Desde que la imagen de la Virgen de la Cama llegó a la localidad de Escalante, se han sucedido cuatro acontecimientos considerados como milagrosos.

### 1639
Escalante se encontraba el marco de un conflicto entre España y Francia, del que salió perjudicado junto con otros territorios de la zona. Con la intención de suprimir el poder de Carlos I de España que se estaba extendiendo internacionalmente, Francia decide debilitar al territorio español aprovechando que gran parte de su ejército está dividido entre el Sacro Imperio Romano Germánico, distintos territorios de la actual Italia y el Reino de Dinamarca y Noruega. Así, se sucede una progresiva penetración de Francia en la península ibérica.
En el contexto de este conflicto, el 13 de agosto de 1639 saltan las alarmas en la ría de Santoña, donde se divisan los navíos franceses comandados por el Arzobispo de Burdeos y el Conde de Tonerre. Entonces, todos los pueblos cercanos son avisados de inmediato, incluido Escalante. En este municipio, la abadesa es informada a través del Guardián de Montehano sobre la necesidad de que en cuanto se oiga el sonido de la campana del convento, trate de huir junto con todas las monjas clarisas. Al mismo tiempo, la tropa francesa integrada por 33 navíos está introduciéndose en el puerto de Santoña. Al día siguiente, los franceses logran desembarcar en el municipio de Colindres, dirigiéndose a Laredo y finalmente llegando al puerto de Escalante. 
Entonces, los habitantes del municipio huyen de sus hogares, junto con las monjas clarisas, ante el sonido proveniente de la campana del convento de Montehano. No obstante, algunos grupos de vecinos decidieron enfrentarse a los invasores, terminando en la muerte de un sobrino del Arzobispo de Burdeos. Esto provocó aún más miedo entre los habitantes de Escalante, ante la convicción de que el ejército francés incrementaría su violencia como represalia por este acontecimiento.
Así, el pueblo de Escalante es incendiado y asaltado durante siete días resultando en una destrucción de las dos terceras partes de su territorio, junto con otros municipios vecinos como Santoña, Laredo, Argoños y Colindres. A pesar de estos acontecimientos la figura de la Virgen de la Cama permaneció intacta, considerándose este hecho como milagroso, al simbolizarse como una protección de la virgen al Convento de San Juan de Monte Calvario. Se cuenta que las monjas clarisas escondieron a la virgen antes de huir en una cueva que solo la comunidad conoce, pero no se sabe la veracidad de esta información. 
A partir de este suceso considerado como milagroso, el pueblo de Escalante pidió a las monjas que, al menos una vez al año, la Virgen de la Cama pudiera estar a la vista de los vecinos del municipio. Así, decidieron situarla en el presbiterio de la capilla desde el 15 de agosto hasta el 24 de ese mismo mes.

### Segunda década delsigloXVIII
Un incendio ocurrido en la segunda década del siglo XVIII asoló al pueblo de Escalante, destruyendo más de la mitad del municipio. Los vecinos decidieron recurrir entonces al auxilio de la Virgen de la Cama antes de que las llamas se extendieran por la totalidad de la villa. De esta forma, el viento cambió repentinamente de dirección y una copiosa lluvia comenzó a caer, por lo que las llamas empezaron a desaparecer y no llegaron a destruir el resto del municipio que aún quedaba en pie. 
A esta protección otorgada por la Virgen de la Cama se unen otras demostraciones de su amparo al pueblo de Escalante con el auxilio ante diversos casos de peste entre algunos vecinos o con aquellos que se quedaron sin vivienda tras el incendio. 
A raíz de estos acontecimientos, la devoción por la Virgen de la Cama comenzó a extenderse por toda la comarca de Trasmiera, por lo que cada vez más fieles acudían a la iglesia de Santa Clara y al Convento de San Juan de Monte Calvario para venerar a la patrona de Escalante. Por esta razón, los vecinos del municipio comenzaron a insistir en que la imagen de la virgen pudiera ser vista continuamente. Las monjas clarisas decidieron ubicar el 26 de julio de 1789 a la patrona en un camarín construido sobre el altar mayor, en su parte central, protegida por una pantalla de cristal. De esta forma, aquellos que acudiesen a la capilla del convento podrían observar a la Virgen de la Cama a través de esa mampara de cristal. Solo a principios de 1809 tuvo que trasladarse la imagen de la virgen temporalmente a una cueva que se encontraba a 1000 metros del convento ante el saqueo inminente del ejército del general Merle. La imagen se guardó en una caja de madera con llave para mayor protección, aunque debido al largo periodo de tres años en los que permaneció en la cueva, se evidenciaron las consecuencias de la humedad en la escultura, en la cual se quitó parte del color que poseía una zona de la nariz de la virgen.

### 1829
El capellán del Convento de San Juan de Monte Calvario decidió en 1829 abandonar secretamente Escalante para convertirse en misionero, y así se encaminó al puerto de Santander. Sin embargo, tuvo que descansar en un mesón ante la llegada de la noche. Allí se debatía entre su trabajo como capellán del pueblo de Escalante y su voluntad de querer convertirse en misionero, cuando ante sus súplicas de recibir una respuesta por parte del Cielo, se le apareció la Virgen de la Cama diciéndole: “¡Tú te vas! Y ¿quién cuidará de aquellas hijas?”.

### 1855
El hecho milagroso ocurrido en este año fue el origen de la festividad que todos los años en el día 22 de agosto se celebra en honor a la Virgen de la Cama en Escalante. La comarca de Trasmiera estaba sufriendo una terrible epidemia de cólera morbo y Escalante era una de las grandes afectadas. Ante la desesperación de sus vecinos por la imposibilidad de encontrar una cura para combatir la enfermedad, deciden reunirse en la Casa de la Villa y recurrir al favor divino de la Virgen de la Cama. Así, el 22 de agosto de 1855 sacan a su patrona en procesión por las principales calles de Escalante, junto con la figura de San Roque —que se encuentra en la ermita del mismo nombre cercana al convento de las monjas clarisas— al son del cántico del Rosario de todos los vecinos allí congregados. De pronto, los enfermos comenzaron a recuperarse de manera milagrosa y la pandemia desapareció en el pueblo. Desde aquel día, los testigos que presenciaron este acontecimiento juraron que cada 22 de agosto del resto de años venideros, se sacaría en procesión a la Virgen de la Cama junto con San Roque. 
En 1882 se sucedió otra epidemia en Trasmiera que coincidió con el día de la celebración de la procesión de la Virgen de la Cama. En el municipio de Escalante no se recogió ninguna defunción como consecuencia de esta nueva epidemia.

## Devoción
Es grande en Siete Villas y Trasmiera entera. La imagen antiguamente estaba colocada en un camarín detrás del altar, de donde se sacaba para el novenario siguiente a la Asunción, con una serie de cultos terminados con una procesión, tras la que volvía al sitio destinado. Sin embargo, la fiesta principal se celebra el 22 del mismo mes en que se sacaba y saca la Virgen entre danzantes, la cofradía y la imagen de San Roque. Nos da más detalles Sainz de los Terreros de estos danzantes que acompañaban a la Virgen: “Jóvenes solteros, el traje blanco que visten, la cadenciosa y grave marcha que toca el tamboril y la manera especial con que se mueven y llevan las curvas y pintadas varitas, que forman vistoso arco, arco de triunfo movible, son circunstancias que hacen pensar si seria en su origen algo litúrgico, cual los seíses de ciertas catedrales. De todos modos, la danza es muy antigua, y ni la manera de ejecutarla ni la música ha variado, según se sabe por tradición. Muy distintos de éstos son, en su origen y significación, esos otros danzadores o danzantes, también vestidos de blanco con faldillas cortas, los cuales trenzan sobre un largo palo vertical las cintas de colores, pendientes de lo alto del mismo y cantan y bailan a la vez, chocando unos contra otros los cortos palitos de que van armados, siendo además muy diferente la música de estas danzas de la de aquéllas; por todo lo cual no puede aplicarse y extenderse a los últimos lo arriba dicho de los primeros”.

## Festividad en su honor
La fiesta religiosa en honor de la Virgen de la Cama se lleva a cabo en el municipio de Escalante. Esta celebración tiene una periodicidad anual y, comenzando por el 15 de agosto —Asunción de la Virgen María—, tiene una duración de 7 días.

### 21 de agosto
El 21 de agosto, tras todo un año ubicada en el camarín del altar mayor del Convento de San Juan de Monte Calvario, las monjas clarisas dan permiso para el traslado de la imagen de la Virgen de la Cama tras la petición del alcalde junto a miembros de la corporación. Su escultura es desplazada entonces al interior de la iglesia del convento al mismo tiempo que los fieles entonan el Magníficat. La imagen se ubica finalmente en el altar mayor perteneciente al presbiterio de la iglesia del convento.

### 22 de agosto
Sin embargo, es el 22 de agosto cuando tienen lugar los actos centrales de la festividad religiosa. A las 10 de la mañana, desde el Ayuntamiento salen los vecinos y la corporación municipal, dirigidos por un grupo de danzantes que portan arcos de cintas de colores. El rumbo final es el Convento de San Juan de Monte Calvario donde se retira la imagen de la Virgen de la Cama al atrio del convento para luego trasladarla al altar. Es entonces cuando se oficia la misa mayor llevada a cabo por el párroco de Escalante acompañado de frailes provenientes del Convento de San Sebastián de Montehano y de sacerdotes de todo Trasmiera. La misa concluye con el cántico del "Himno de la Virgen de la Cama" y los concejales disponen la imagen de la virgen dentro del convento. Por último, vuelven al pueblo los presentes de la misa dirigidos por los danzantes que bailan al ritmo del tambor y del pito. 

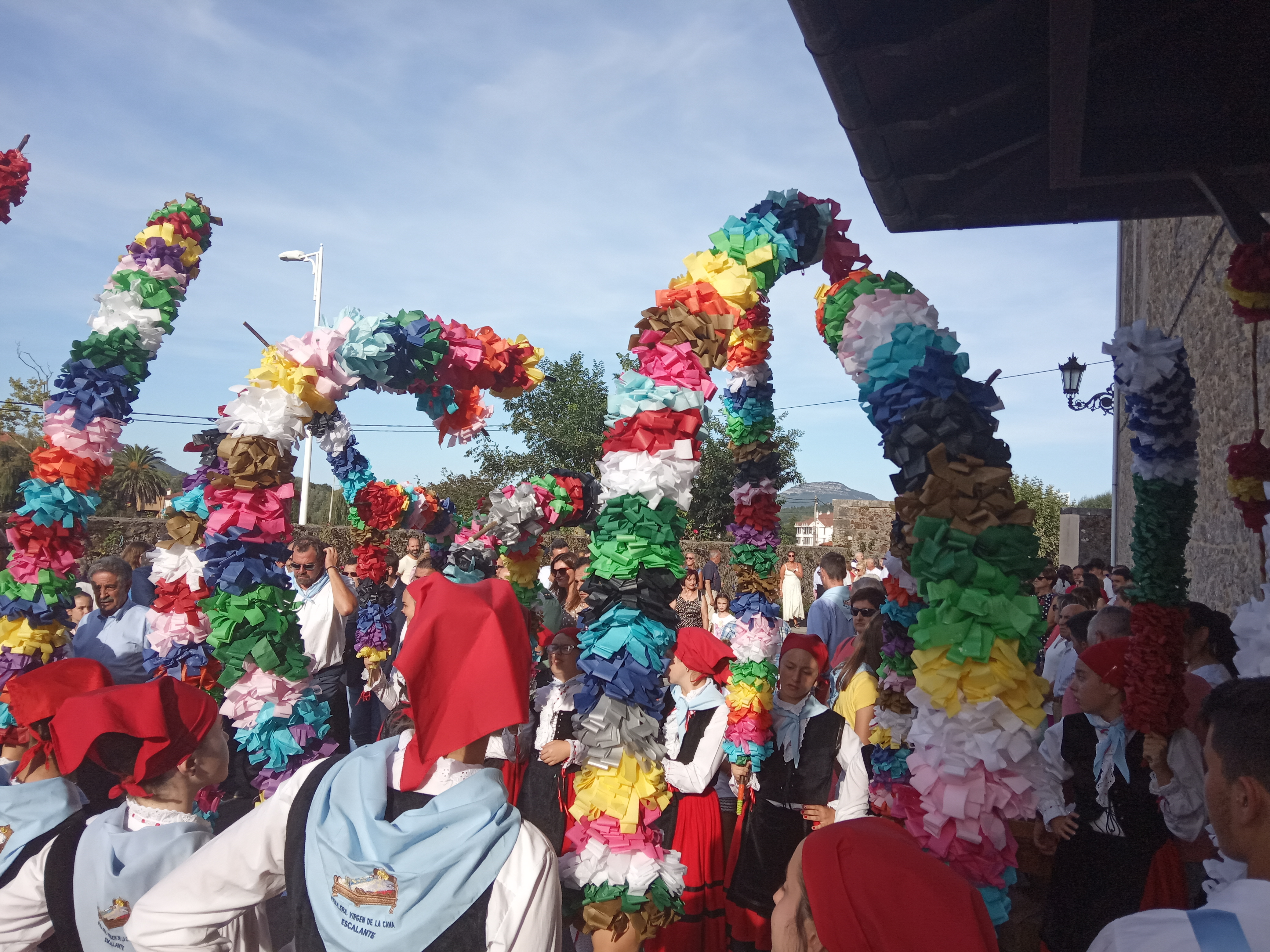
Danzantes de Escalante portando arcos de flores.

A las 19 horas tiene lugar la procesión de la Virgen de la Cama tal como dictaba la promesa realizada por el pueblo de Escalante en el año 1855. Los monaguillos ceremonieros, portando los ciriales y la cruz, encabezan el acto junto con una banda de tambores y cornetas. Un grupo de danzantes les acompañan más atrás mientras llevan arcos con cintas de distintos colores, entre los que destacan cuatro de ellos: uno representa los colores de la bandera española, otro los de la bandera de Cantabria, otro los colores de la de Santander y otro los de la bandera de Escalante. Les sigue la imagen de San Roque acompañada de las autoridades políticas locales. Tras ellos, aparece la Virgen de la Cama y el clero. En la parte final de la procesión se encuentran los fieles y creyentes de la patrona de Escalante.
El recorrido de la procesión es el siguiente: el arranque da comienzo desde el Monasterio de San Juan de Monte Calvario, para luego seguir con la ermita de San Roque desde donde saldrá la imagen del santo que acompañará a la Virgen de la Cama. La primera parada se produce en la calle San Juan para más adelante continuar por la Avenida Cantabria. La calle Trasmiera constituye la segunda parada de la procesión, siguiendo por el Camino de Santa Cruz y la iglesia de la Santa Cruz donde se introduce la virgen junto con San Roque, constituyendo la tercera y última parada. Por último, se regresa a la ermita de San Roque donde se guarda el santo de nuevo y se finaliza en el convento de las monjas clarisas para depositar a la Virgen de la Cama. La razón de estas paradas en donde se deposita durante unos minutos la imagen de la virgen parece que se fundamenta en los lugares donde residían los enfermos más graves de la epidemia de cólera morbo, los cuales fueron sanados por el milagro de la patrona.
Al mismo tiempo, las calles del pueblo son adornadas con ocasión de esta festividad religiosa. Por ejemplo, unos arcos azules y blancos, que evocan la tradición mariana, ornamentan la calle Trasmiera. 

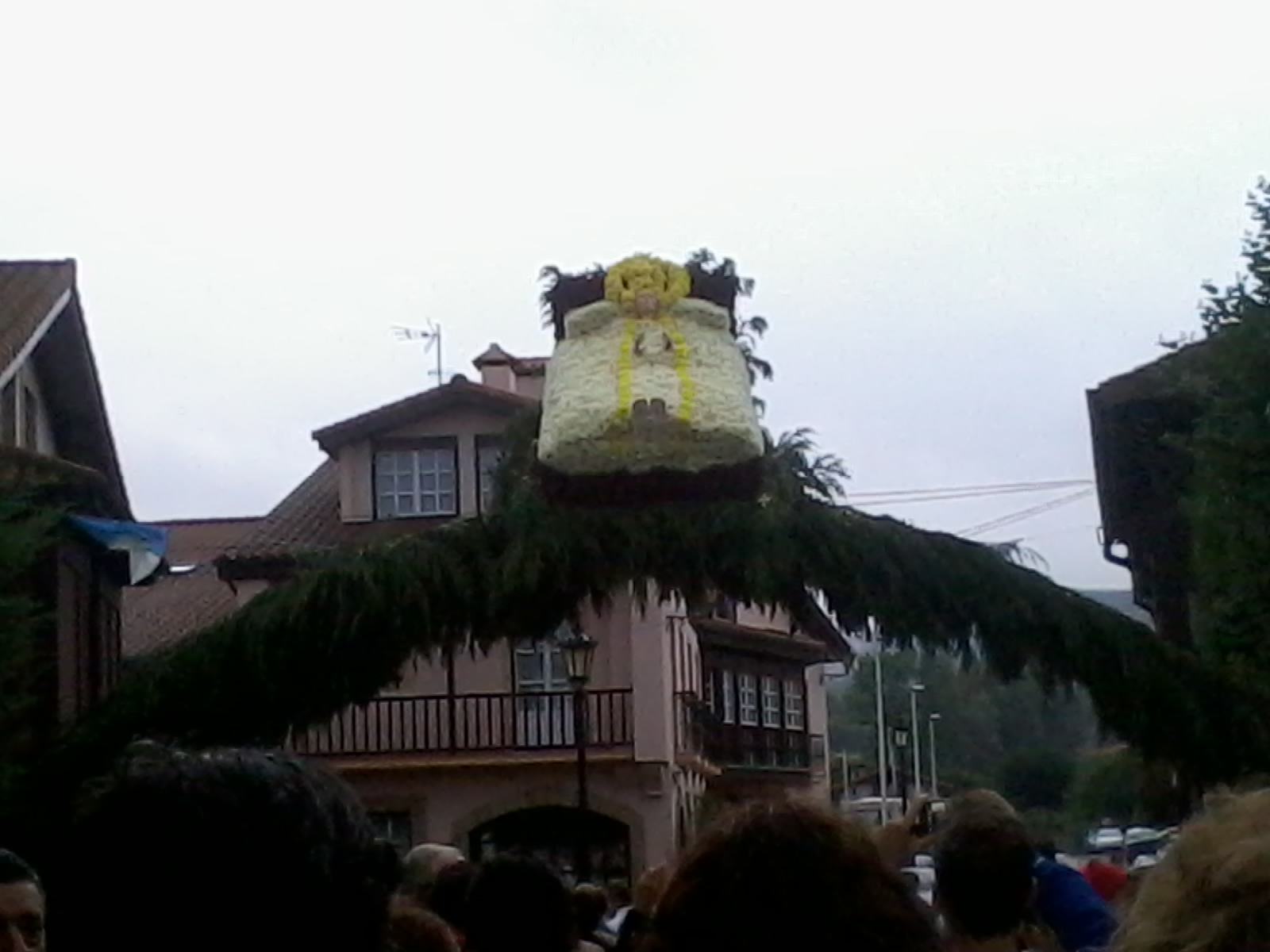
Escultura de flores dedicada a la Virgen de la Cama de Escalante.

La música fundamentada en el tambor y el pito, junto con los bailes tradicionales de los danzantes (como la “Danza de los Palillos o Paloteo” en donde cada mozo y moza posee dos palillos con los que sigue el ritmo de la música, cada vez más rápida, a través del choque de sus palillos con los del compañero o compañera) y el sonido de las campanas del convento de las monjas clarisas y de la Iglesia de la Santa Cruz y el chupinazo del inicio de las fiestas son elementos siempre presentes en las celebraciones en honor a la Virgen de la Cama.
Por último, la figura de la virgen se dispone en el altar mayor de la iglesia del convento de las clarisas antes de ser acogida de nuevo por las monjas. Este acontecimiento termina con una oración en donde se entona un salve popular y el "Himno de la Virgen de la Cama". Además, los devotos exponen sus ruegos a la Virgen mientras besan sus pies.

### Otros días
El 24 de agosto tiene lugar una Misa de Acción de Gracias en la iglesia del Monasterio de San Juan de Monte Calvario.
El 25 de ese mes la figura de la Virgen de la Cama retorna definitivamente a su camarín a la vez que sus seguidores le dirigen sus ruegos y devoción.

## Himno a la Virgen de la Cama
Oh Virgen montañesa de la Cama 

bendice al pueblo noble de Escalante 

al pueblo que es tu pueblo y es tu amante 

y reina y reina del hogar. 

Te invoca y ama, te invoca y ama. 

De Escalante eres la luz y eres la estrella 

que ilumina su sendero, 

Tú eres reina de su hogar y de sus calles 

y en sus ásperas montañas y en sus valles 

son tus ojos dos luceros, son tus ojos dos luceros. 

Oh Virgen montañesa de la Cama 

bendice al pueblo noble de Escalante 

al pueblo que es tu pueblo y es tu amante 

y reina y reina del hogar. 

Te invoca y ama, te invoca y ama. 

Esta oración dedicada a la Virgen de la Cama es también el propio himno del municipio de Escalante.